# Kalcifediol
Kalcifediol (kalcidiol, 25-hidroksiholekalciferol, 25-hidroksivitamin D, 25(OH)D), je prehormon koji se formira u jetri putem hidroksilacije vitamina D3 (holekalciferola) posredstvom enzima holekalciferol 25-hidroksilaza. Koncentracija ovog molekula se meri radi određivanja pacijentovog statusa vitamina D. Kalcifediol se zatim konvertuje u bubrezima (enzimom 25(OH)D-1α-hidroksilaza) u kalcitriol, sekosteroidni hormon koji je aktivna forma vitamina D. On se takođe može konvertovati u 24-hidroksikalcidiol u bubrezima putem 24-hidroksilacije.

## Literatura
- Bender, David A.; Mayes, Peter A (2006). „Micronutrients: Vitamins & Minerals”.  Ур.: Victor W. Rodwell;  . Harper's Illustrated Biochemistry. New York: Lange/McGraw-Hill. стр. 492—3. ISBN 978-0-07-146197-9.
- Institute of Medicine (1997). „Vitamin D”. Dietary Reference Intakes for Calcium, Phosphorus, Magnesium, Vitamin D, and Fluoride. Washington, D.C: National Academy Press. стр. 254. ISBN 978-0-309-06403-3.

## Spoljašnje veze
|  | Molimo Vas, obratite pažnju na važno upozorenje u vezi sa temama iz oblasti medicine (zdravlja). |